# Condado de Los Álamos
El condado de Los Álamos es uno de los 33 condados del estado americano de Nuevo México.
La sede del condado es Los Álamos, al igual que su mayor ciudad. El condado tiene un área de 283 km² y una población de 18.343 habitantes, para una densidad de población de 65 hab/km² (según censo nacional de 2000). Este condado fue fundado en 1949.

Dentro del condado se encuentra el Laboratorio Nacional de Los Álamos. El laboratorio se fundó durante la Segunda Guerra Mundial como una instalación secreta y centralizada para coordinar el desarrollo científico del Proyecto Manhattan, el proyecto Aliado para conseguir las primeras armas nucleares.